# Vizion Plus
Vizion Plus ist ein privater Fernsehsender in Albanien mit Sitz in dessen Hauptstadt Tirana.
Er wurde 1999 gegründet und betreibt seit dem Jahr 2008 das Bezahlfernsehen-Programm Tring Digital, einem Konkurrenten von Digitalb (TV-Sender Top Channel). Tring Digital und Digitalb sind die einzigen Unternehmen im Land, die ein solches auch über Satellit empfängliches Programm anbieten.

## Programm
Neben eingekauften Produktionen (vor allem US-amerikanische und mexikanische Serien) bietet Vizion Plus auch eine große Anzahl an Eigenproduktionen (folgende Liste enthält nur eine Auswahl):
- Zonë e Lirë (Talkshow)
- Dancing with the Stars (Tanzshow)
- Apartamenti 2XL (Improvisationscomedy-Sendung)
- Mos e Beso po Deshe (Realityshow)
- Histori Dashurie (Talkshow)
- Ora 5pm (Talkshow)